# ロドリゴ・ウエスカス
ロドリゴ・ジョセル・ウエスカス・ウルタード（Rodrigo Jhossel Huescas Hurtado, 2003年9月18日 - ）は、メキシコ・メヒコ州ナウカルパン出身のサッカー選手。デンマーク・スーペルリーガ・FCコペンハーゲン所属。ポジションはMF。

## クラブ経歴
2021年にクルス・アスルのトップチームに昇格。2021-22シーズンに31試合4ゴールを記録すると、翌2023-24シーズンも39試合に出場し、チームの主力選手に成長した。
2024年7月10日、FCコペンハーゲンと5年契約を結んだ。

## 代表経歴
2019年よりユース世代のメキシコ代表に招集され、2024年6月にフル代表に初招集。1日のボリビア戦に、後半開始から起用され、代表デビュー。試合も1-0で勝利した。